# Kevin Blackwell
Kevin Patrick Blackwell (Luton, 21 dicembre 1958) è un allenatore di calcio ed ex calciatore inglese, di ruolo portiere, direttore tecnico del Lechia Danzica.

## Carriera

### Giocatore
Dopo aver giocato anche con il Bedford Town, nella stagione 1977-1978 ha giocato (e perso) la finale di FA Vase con i Barton Rovers. In seguito ha anche vestito le maglie dei semiprofessionisti di Middlesex Wanderers e Barnet, oltre che quella del Boston Utd, con cui tra il 1980 ed il 1986 ha giocato in Alliance Premier League (quinta divisione e più alto livello calcistico inglese al di fuori della Football League); con quest'ultimo club nella stagione 1984-1985 ha perso la finale di FA Trophy. Ha poi giocato nuovamente in questa stessa categoria nel Barnet e nello Scarborough, club con cui nella stagione 1986-1987, al suo primo anno nel club, ha vinto il campionato (nel frattempo rinominato Conference League), conquistando così la prima (ed unica, visto il successivo fallimento del club) promozione nella Football League nella storia del club, con cui poi trascorre le stagioni 1987-1988 e 1988-1989 giocando da titolare nella quarta divisione inglese. Tra il 1989 ed il 1993 è stato invece il portiere di riserva del Notts County, con cui nei suoi primi due anni ha conquistato altrettante promozioni, salendo dalla terza alla prima divisione, categoria in cui è rimasto in rosa nella stagione 1991-1992. Nella prima metà della stagione 1992-1993 è invece nuovamente riserva in seconda divisione, prima di scendere nuovamente in quarta divisione al Torquay Utd, con cui trascorre mezza stagione da titolare giocando 18 partite di campionato (le prime dal 1989, visto che con la maglia del Notts County non aveva di fatto giocato nessun incontro di campionato). Tra il 1993 ed il 1995 è invece il portiere di riserva dell'Huddersfield Town, con cui gioca in totale 5 partite in due anni e conquista una promozione in seconda divisione grazie alla vittoria dei play-off nella stagione 1994-1995. Vince i play-off, questa volta in quarta divisione, anche nella stagione 1995-1996, con la maglia del Plymouth, con cui poi trascorre anche la stagione 1996-1997 in terza divisione: si tratta di fatto della sua ultima esperienza da giocatore in carriera, fatto salvo per la stagione 1999-2000 in cui appare in panchina in alcune partite di seconda divisione con lo Sheffield Utd, club di cui era vice allenatore.

### Allenatore
Tra il 1993 ed il 2004 assume vari ruoli come preparatore dei portieri, vice allenatore o allenatore delle giovanili, alcuni dei quali anche in parallelo alla carriera da giocatore. La sua prima vera parentesi unicamente da allenatore è quella al Leeds Utd, di cui è vice allenatore in prima divisione nella stagione 2003-2004. Il 1º luglio 2004 diventa allenatore del Leeds United, appena retrocesso in seconda divisione; dopo un quattordicesimo posto nella stagione 2004-2005, nella stagione 2005-2006 conquista un quinto posto in classifica e perde la finale play-off contro il Watford. Il 20 settembre 2006, dopo 8 giornate di campionato, viene esonerato.
Nella parte finale della stagione 2006-2007 e nella prima parte della stagione 2007-2008 allena invece per alcuni mesi (più precisamente dal 27 marzo 2007 al 16 gennaio 2008) il Luton Town, con cui prima retrocede dalla seconda alla terza divisione e poi viene esonerato con la squadra nei bassifondi della classifica anche in questa categoria (gli Hatters retrocederanno a fine anno in quarta divisione, e poi nuovamente in quinta divisione al termine della stagione 2008-2009 a causa anche di una penalizzazione di 30 punti in classifica). Dal 14 febbraio 2008 al 14 agosto 2010 siede invece sulla panchina dello Sheffield Utd, sempre in seconda divisione; nella stagione 2008-2009 perde inoltre per la seconda volta nella sua carriera da allenatore una finale play-off per la promozione in prima divisione.
Dopo quasi due anni di inattività, il 26 settembre 2012 diventa allenatore del Bury, con cui retrocede dalla terza alla quarta divisione; il 24 ottobre 2013 viene poi esonerato. Dal 2015 al 2021 ha poi lavorato come vice di Neil Warnock nei vari club allenati da quest'ultimo. Nel 2022 diventa allenatore del Nakhon Ratchasima, club della prima divisione thailandese, dove rimane fino al 2023. Nel 2024 diventa direttore tecnico del Lechia Danzica, club della prima divisione polacca.

## Palmarès

### Giocatore

#### Competizioni nazionali
- Conference League: 1

Scarborough: 1986-1987

#### Competizioni regionali
- Lincolnshire Senior Cup: 1

Boston United: 1985-1986